# Deportivo Madryn
Club Social y Deportivo Madryn ist ein argentinischer Sportverein aus Puerto Madryn, der hauptsächlich für seine Fußball- und Basketballabteilung bekannt ist. Der Verein wird auch als Aurinegro oder Depo bezeichnet.

## Geschichte
Deportivo Madryn wurde 1916 von einer Gruppe junger Enthusiasten, darunter Valentín Simpson und Pablo Caminoa, als „Madryn Football Club“ gegründet. Der Name ehrte den Ort und dessen englische Wurzeln. 1924 wurde der Verein aufgelöst und als „Club Atlético Madryn“ neu gegründet. Er gewann von 1935 bis 1937 in der Asociación Deportiva del Chubut drei aufeinanderfolgende Meisterschaften und war 1942 Gründungsmitglied der Football del Valle del Chubut.
In den 1950er Jahren dominierte Huracán aus Trelew die Liga, ehe Deportivo Madryn ab 1959 dominierender Klub wurde. 1965 wurde Deportivo Madryn zum Campeonato Argentino de Clubes Campeones eingeladen, einem Turnier zum 60-jährigen Bestehen der Boca Juniors, schied jedoch frühzeitig aus. 1969 stieg der Verein aus der ersten Liga del Valle ab und blieb über Jahrzehnte im Amateurfußball. Erst mit dem Aufstieg 1998 kehrte Deportivo Madryn in die höchste Liga, das Torneo Argentino B, auf regionaler Ebene zurück und konnte sich etablieren. In der Saison 2013/14 gewann das Team die Liga und schaffte so den Aufstieg in das Torneo Federal A. Dort spielte der Verein in den Folgejahren mehrfach um den Aufstieg, der in der Saison 2021 schließlich gelang. Seitdem spielt Deportivo Madryn in der Primera Nacional B, der zweithöchsten Spielklasse Argentiniens.

## Stadion
Seine Heimspiele trägt Deportivo Madryn im Estadio Abel Sastre aus. Das Stadion wurde 2006 eröffnet und hat eine Kapazität von 8000 Plätzen.

## Rivalitäten
Der größte Rivale Deportivo Madryns ist der ebenfalls in Puerto Madryn ansässige Verein Guillermo Brown.

## Erfolge
- Meister des Torneo Federal A: 2021
- Meister des Torneo Argentino B: 2013/14

## Basketball
Deportivo Madryn wurde in den 1980er von einem reinen Fußballverein zu einem Sportverein und bietet seitdem auch Basketball an. Die Basketballer konnten schnell Erfolge verzeichnen und stiegen Anfang der 1980er Jahre nach einem 63:62-Erfolg gegen den Hauptrivalen Guillermo Brown in die Liga Nacional C auf. 2004 gelang Madryn der Aufstieg in die höchste argentinische Basketballliga, die Liga Nacional de Básquetbol. Nach drei Jahren gab der Verein aus wirtschaftlichen Gründen seinen Platz in der ersten Liga auf und trat 2008 in der zweiten Liga an. Mittlerweile spielt die Mannschaft in der viertklassigen Liga Patagónica de Básquetbol. Seine Heimspiele trägt das Basketballteam im Nuevo Palacio Aurinegro aus, das bis zu 3000 Zuschauern Platz bietet.

## Weitere Sportarten
Deportivo Madryn bietet neben Fußball und Basketball auch Flossenschwimmen, Feldhockey, Rhythmische Sportgymnastik und Schach an.